# Anthophora longipes
Anthophora longipes là một loài Hymenoptera trong họ Apidae. Loài này được Morawitz mô tả khoa học năm 1884.